# 주한 타지키스탄 대사관
주한 타지키스탄 대사관(타지크어: Сафорати Тоҷикистон дар Ҷумҳурии Корея, 러시아어: Посольство Таджикистана в Республике Корея)은 대한민국 서울특별시 용산구 한남동 294-2에 있는 타지키스탄 대사관이다. 현직 주한 타지키스탄 대사는 유스프 샤리프조다이다.

## 역사
타지키스탄과 대한민국 양국은 1992년 4월 27일에 소련의 붕괴와 함께 독립한 타지키스탄에 대한 주권 국가 승인과 동시에 외교 관계를 맺었다. 대한민국 정부는 2008년 2월에 타지키스탄 두샨베에 주우즈베키스탄 대한민국 대사관 산하 공관인 주타지키스탄 대한민국 대사관 두샨베 분관을 설치했고, 타지키스탄 정부는 2015년 4월에 대한민국 서울에 주한 타지키스탄 대사관을 설립했다.
대한민국과 타지키스탄은 의외로 고대부터 교류를 하기도 했었다. 정확히는 지금의 사마르칸트, 발흐 일대의 여러 민족들과도 교류를 하였는데, 소그드인과 더불어 타지크인들도 있었다. 다만 본격적인 교류는 소련의 붕괴 이후부터였다.

## 같이 보기
- 타지키스탄의 재외공관 목록
- 대한민국 주재 외국공관 목록
- 대한민국-타지키스탄 관계
- 주타지키스탄 대한민국 대사관 두샨베 분관